# Euagathis semifusca
Euagathis semifusca är en stekelart som först beskrevs av Brulle 1846.  Euagathis semifusca ingår i släktet Euagathis och familjen bracksteklar. Inga underarter finns listade i Catalogue of Life.